# Robbie Blake
Robert James "Robbie" Blake, född 4 mars 1976 i Middlesbrough, England, är en engelsk före detta professionell fotbollsspelare. Han har totalt spelat 580 ligamatcher och gjort fler än 140 mål som anfallsspelare och mittfältare för nio olika klubbar under sin karriär som påbörjades 1994 i Darlington.